# Processus zygomatique de l'os frontal
Le processus zygomatique de l'os frontal (ou apophyse orbitaire externe de l’os frontal) est le prolongement osseux prismatique qui prolonge latéralement le bord supra-orbitaire.

## Description
Le processus zygomatique de l'os frontal étend celui-ci en dessous et latéralement et s'articule avec l'angle supérieur de l'os zygomatique.
Il forme la partie antérieure de la surface temporale de l'os frontal.